# Laduschkin
Laduschkin (russisch Ладушкин), bis 1946 deutsch Ludwigsort (auch Schneewalde), ist eine rajonfreie Kleinstadt in der russischen Oblast Kaliningrad, zwischen Kaliningrad und der Grenze zur polnischen Woiwodschaft Ermland-Masuren unweit des Frischen Haffs. Sie hat 3666 Einwohner (Stand 1. Oktober 2021). Die Stadt ist Verwaltungssitz des Stadtkreises Laduschkin.
Der Name Laduschkin steht auch für den Nachbarort, der bis 1946 den deutschen Namen Schneewalde trug.

## Geographische Lage
Die Ortschaft liegt im Westen der historischen Region Ostpreußen in der Nähe des Ostufers des Frischen Haffs, etwa 18 Kilometer nordöstlich von Heiligenbeil  (Mamonowo) und  28 Kilometer südwestlich von Königsberg (Kaliningrad).

## Geschichte

Ludwigsort, in der Nähe des Ostufers des Frischen Haffs nordöstlich der Landzunge von Balga, auf einer Landkarte von 1910 (siehe linke Bildhälfte).

Der Ort wurde 1314 gegründet. Die Gegend ist altes Siedlungsland, was durch ein vorgeschichtliches Gräberfeld nordöstlich des Dorfes belegt ist. 
In die Geschichte tritt „Ludwigsort“ mit dem Bau einer Papiermühle 1593 ein. Markgraf Georg Friedrich, der Vormund des Herzog Albrecht Friedrich von Preußen, verlieh am 10. Oktober 1597 die dem Land gehörende Mühle dem Königsberger Druckereibesitzer Georg Osterberger. Der verkaufte wiederum die Mühle und es wechselte eine größere Anzahl von Besitzern bis 1709 Friedrich Ludwig von Schleswig-Holstein-Sonderburg-Beck die inzwischen marode Mühle kaufte und ihr seinem Namen „Ludwigsort“ gab. Als 1780 die Arbeiten in der Papiermühle eingestellt wurde, wurde diese ein Vorwerk des Gut Charlottenthal, welches im 18. Jahrhundert ein Jagd- und Lustschloss des Herzogs von Holstein-Beck war. 
1816 wurde Johann Gottlieb Jakob Theophil Nanke (1763–1835), welcher vormals Lehrer in Schirwindt war, Besitzer des Gutes. Noch vor 1858 erwarb den Besitz Hermann Douglas (1840–1895), der Sohn des Königsberger Stadtverordneten Carl Douglas Carl Douglas, der das Bernsteinregal entlang der Küste vom Staat gepachtet hatte. In der Mitte des 19. Jahrhunderts entstand auch das spätklassizistische Gutshaus.
Im Jahre 1874 wurde aus den Gutsbezirken Ludwigsort und Charlottenthal sowie den Landgemeinden Patersort (Beregowoje) und Schwanis (Sosnowka) der Amtsbezirk Ludwigsort gebildet, vor 1883 kam auch der Gutsbezirk Wendelau dazu.
„Ludwigsort“ als Luftkurort war eine Sommerfrische für die Städter aus Königsberg in Pr., was wohl damit zusammenhing, dass der Ort bereits 1894 einen Bahnhof für die Preußische Staatsbahn der Linie Dirschau bis Seepothen erhielt.
Am 17. September 1926 wurde der Gutsbezirk Ludwigsort in eine Landgemeinde gleichen Namens 
umgewandelt.

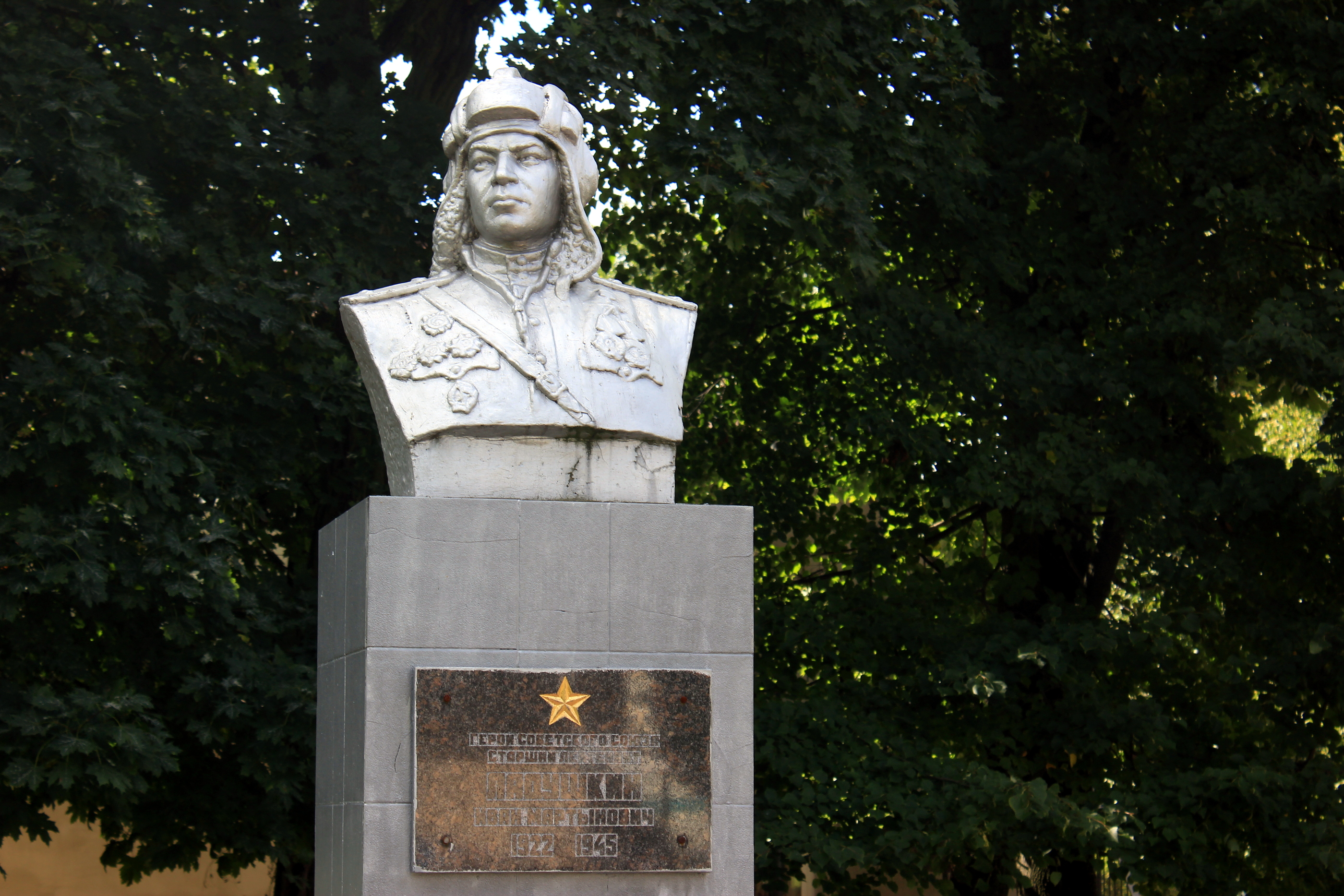
Denkmal für Iwan Laduschkin in Laduschkin

Vor dem Zweiten Weltkrieg waren die Schule und das Bürgermeisteramt in einem Gebäude untergebracht. Die Schule besaß drei Klassenräume, in denen drei Lehrer (Hauptlehrer Brand, 1945 auf der Flucht getötet; Lehrerin Kreddig und Lehrer Schulz) unterrichteten. Während des Zweiten Weltkrieges bestand eine Munitionsfabrik im Ort, die von den Dorfbewohnern „Muna“ genannt wurde. Für die Munitionsarbeiter wurden Doppelhaushälften errichtet, die oben und unten jeweils eine Wohnung hatten. Bürgermeister war Erich Schulz (nicht der Lehrer Schulz), der gleichzeitig Ortsgruppenleiter der NSDAP war.
Im Jahr 1945 gehörte Ludwigsort zum Landkreis Heiligenbeil im Regierungsbezirk Königsberg der Provinz Ostpreußen des Deutschen Reichs.
Gegen Ende des Zweiten Weltkriegs wurde der Ort im Frühjahr 1945 von der Roten Armee kampflos eingenommen und war deshalb zunächst völlig unversehrt. Nach dem Zweiten Weltkrieg wurde der Ort von der sowjetischen Besatzungsmacht zusammen mit der ganzen nördlichen Hälfte Ostpreußens unter sowjetische Verwaltung gestellt. Ludwigsort wurde dem Oblast Kaliningrad zugeordnet und erhielt 1946 das Stadtrecht. Die russische Version des Ortsnamens wurde zu Ehren des Leutnants der Panzertruppen und Helden der Sowjetunion (postum) Iwan Laduschkin (1922–1945) gewählt, der am 16. März während der Kämpfe um den Heiligenbeiler Kessel beim südlich gelegenen Deutsch Thierau (heute Iwanzowo) ums Leben kam.
Eingemeindet nach Laduschkin wurde der Ort Beregowoje (Patersort).

### Stadtsowjet/städtische Administration 1947–1960 und 1963–2004
Der Stadtsowjet Laduschkinski gorodskoi Sowet (ru. Ладушкинский городской Совет) wurde am 24. Oktober 1947 im Rajon Laduschkin eingerichtet. Am 26. April 1960 wurde der Stadtsowjet wieder aufgelöst und seine Aufgaben vom Sowjet des Rajons Laduschkin mit übernommen. Nach dem Anschluss des Rajons Laduschkin an den Rajon Bagrationowsk wurde der Stadtsowjet am 1. Februar 1963 wieder eingerichtet. Nach dem Zerfall der Sowjetunion wurde der Stadtsowjet aufgelöst und im Jahr 1992 die städtische Administration Administrazija goroda Laduschkin eingerichtet (ru. Администрация города Ладушкин). Im Jahr 2004 wurde der Bereich der Administration der Stadt Laduschkin in den Stadtkreis Laduschkin umgewandelt.
Zugehörige Orte:
| Ortsname               | Name bis 1947/50  | Bemerkungen |
| ---------------------- | ----------------- | --- |
| Beregowoje (Береговое) | Patersort         | Der Ort wurde 1947 umbenannt und war zunächst in den Dorfsowjet Nowo-Moskowski eingeordnet. Er wurde vor 1975 in die Stadt Laduschkin eingemeindet. Ob der Ort zwischenzeitlich noch als eigenständiger Ort dem Stadtsowjet Laduschkin unterstand, muss zunächst offenbleiben. |
| Dubki (Дубки)          | Charlottenthal    | Der Ort wurde 1947 umbenannt und war zunächst in den Dorfsowjet Nowo-Moskowski eingeordnet. Er wurde vor 1975 verlassen. |
| Ladygino (Ладыгино)    | Korschenruh       | Der Ort wurde 1950 umbenannt und war zunächst in den Dorfsowjet Uschakowski eingeordnet. |
| Laduschkin (Ладушкин)  | Ludwigsort        | Verwaltungssitz |
| Uljanowka (Уляновка)   | Klein Hoppenbruch | Der Ort wurde 1947 umbenannt und war zunächst in den Dorfsowjet Uschakowski eingeordnet. |

### Bevölkerungsentwicklung

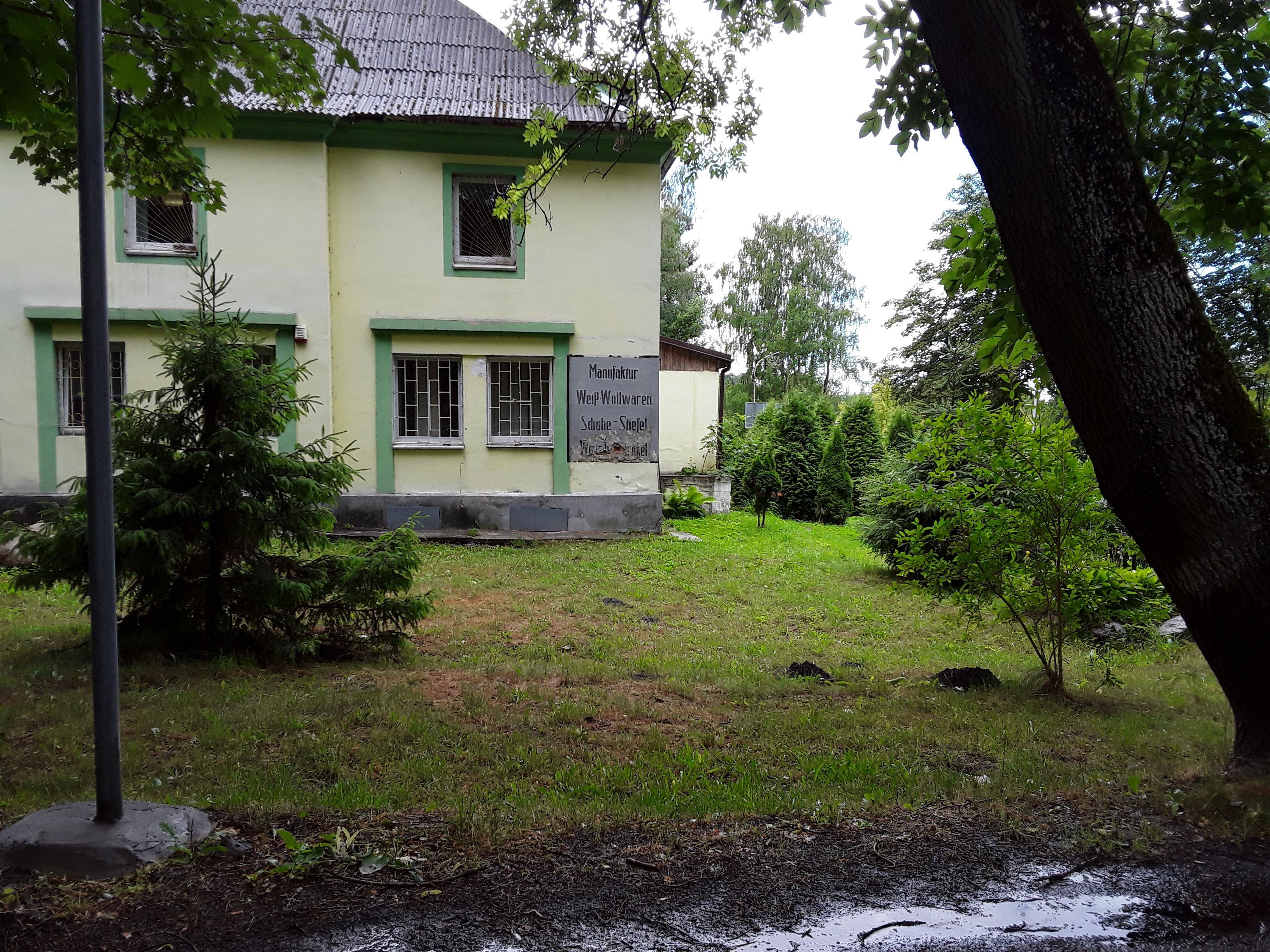
Ehemaliges Kolonialwarengeschäft mit erhaltenen deutschen Inschriften

bis 1945
| Jahr | Einwohner | Anmerkungen                               |
| ---- | --------- | ----------------------------------------- |
| 1816 | 020       | [ 5 ]                                     |
| 1858 | 0141      | in 13 Wohngebäuden, sämtlich Evangelische |
| 1864 | 0151      | am 3. Dezember                            |
| 1885 | 0175      | [ 8 ]                                     |
| 1933 | 0762      | [ 8 ]                                     |
| 1939 | 1.253     | [ 8 ]                                     |

seit 1945
| Jahr | Einwohner |
| ---- | --------- |
| 1959 | 1.651     |
| 1970 | 2.285     |
| 1979 | 2.871     |
| 1989 | 3.108     |
| 2002 | 3.796     |
| 2010 | 3.787     |
| 2021 | 3.666     |

Anmerkung: Volkszählungsdaten

## Ethnische Zusammensetzung
Nach der allrussischen Volkszählung im Jahr 2010 sind rund 91 Prozent der Bewohner von Laduschkin ethnische Russen. Weitere 3 Prozent sind Ukrainer und 2,5 Prozent Weißrussen.
34 Bewohner von Laduschkin sind nach Volkszählungsangaben Deutsche bzw. Russlanddeutsche.

## Kirche
Vor 1945 lebte in Ludwigsort eine überwiegend evangelische Bevölkerung. Der Ort war in das Kirchspiel Pörschken im Kirchenkreis Heiligenbeil in der Kirchenprovinz Ostpreußen der Kirche der Altpreußischen Union eingegliedert. Letzter deutscher Geistlicher bis 1945 war Pfarrer Bruno Link. Bruno Link war während der NS-Zeit kurze Zeit KZ-Häftling gewesen, da er sich während einer Predigt kritisch über das NS-Regime geäußert haben soll, kam aber noch während des Krieges wieder frei.
Heute liegt Laduschkin im Pfarrbezirk der evangelisch-lutherischen Auferstehungskirchengemeinde in Kaliningrad (Königsberg) innerhalb der Propstei Kaliningrad der Evangelisch-lutherischen Kirche Europäisches Russland.
In Laduschkin gibt es eine russisch-orthodoxe Holzkirche, die Ende der 1990er Jahre errichtet wurde. Sie ist dem Demetrios von Thessaloniki geweiht. Die meisten konfessionell gebundenen Einwohner gehören zur russisch-orthodoxen Kirche.

## Politik
Seit dem 2. September 2007 amtiert Oleg Alexandrowitsch Rassolow als Laduschkiner Bürgermeister. Am 4. März 2012 wurde er für eine zweite Amtszeit wiedergewählt.

## Wirtschaft
Zu den wichtigsten Arbeitgebern von Laduschkin gehören der Lebensmittelhersteller "Laduschkinskoje" sowie der 1996 gegründete Viehzuchtbetrieb "Beregowoi". Auch die Dienstleistungsbranche ist in der Stadt von Bedeutung, es gibt einige Ladengeschäfte unterschiedlicher Ausrichtung.

## Bildung
In der Stadt gibt es eine allgemeinbildende Schule sowie drei Kindergärten.

## Sehenswürdigkeiten
Etwa zehn Kilometer südwestlich der Stadt liegt die Burgruine Balga.